# Guiscarda de Bearn
Guiscarda de Bearn (c. 1090 – 1154), fou vescomtessa de Bearn del 1134 al 1147.

## Biografia
Guiscarda era filla del vescomte de Bearn, Gastó III, i de la vescomtessa de Montaner, Talesa d'Aragó, que era filla del comte d'Aibar i de Xabier, Sanç Ramires i la seva segona esposa, descendent dels vescomtes de Montaner i de la qual desconeixem el nom.
Gastó IV de Bearn era el fill gran del vescomte de Bearn, Cèntul V, i de la seva primera esposa (i cosina) Gisla o Gisela de Gascunya, probablement filla de Bernat II de Gascunya, comte d'Armagnac.
Guiscarda és esmentada, sense anomenar-se, juntament amb els seus germans i germanes (filiorum ac filiarum mearum), en el document n° III, datat l'any 1101, relatiu a una donació del seu pare, Gastó IV, a l'església de Morlaàs.

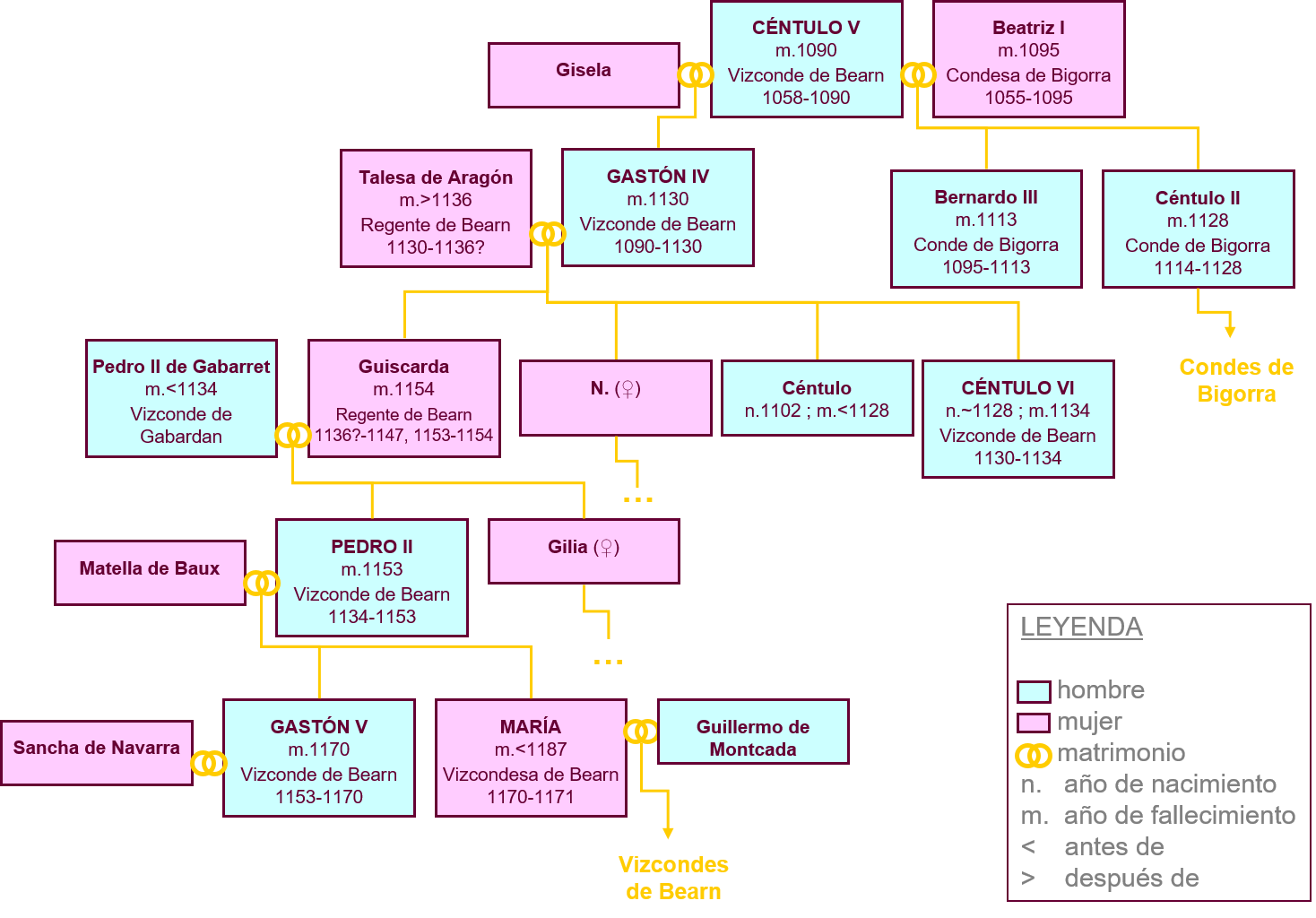
Genealogia de Guiscarda.

Guiscarda, l'any 1105, es va casar amb el vescomte de Gavarret, Pere de Gavarret, conegut com a "Soriquers", que era fill del vescomte de Gavarret, Pere Roger i la seva segona esposa, Agnès.
El seu pare, Gastó IV, va estar al seguici del rei d'Aragó i Pamplona, i comte de Sobrarb i Ribagorça, Alfons Sanxes, conegut com el Bataller, en les seves expedicions contra al-Àndalus. En una expedició desenvolupada entre 1130 i 1131 a la zona de València, el seu pare, Gastó IV, va ser assassinat en una emboscada. El seu germà, Cèntul el va succeir com a Cèntul VI.
Cèntul VI va continuar la guerra contra els sarraïns al costat del rei d'Aragó, i va deixar la regència del govern del vescomtat a la seva mare, Talesa d'Aragó. Cèntul VI va morir finalment al setge de Fraga, el 17 de julil de 1134. Guiscarda el va succeir, essent ja vídua de Pere.
L'any 1135 la comtessa Guiscarda, juntament amb el seu fill, Pere (Guiscarda vicecomitissa Bearnensis et Gavarrensis et ego Petrus filius eius), va fer una donació a l'església de Santa Fe de Morlans.
El 1147, Guiscarda va abdicar a favor del seu fill, Pere I.
A la mort del seu fill el 1153, Guiscarda esdevingué regent del seu nebot, Gastó V, encara menor d'edat.
Guiscarda va morir l'abril del 1154, i la tutela del seu nebot va ser confiada al comte de Barcelona Ramon Berenguer IV.

## Núpcies i descendència
Guiscarda al seu marit, Pere de Gavarret, anomenat "Soriquers", van tenir un fill:
- Pere I de Bearn